# مهدي إلهي قمشئي
مهدي إلهي قمشئي (1320 - 1392 هـ / 1902 - 1972 م) هو كاتب و شاعر وفيلسوف ، من أهل إيران.
هو محيي الدين مهدي، ولقبه إلهي. ولد في مدينة قمشة، درس الفقه والحكمة وعلوم اللغة العربية والفلسفة في حوزات قم وأصفهان وخراسان. ثم عمل بتدريس الفاسفة في مدرسة سبسهالار ، وتدريس اللغة العربية في كلية الآداب، ثم تدريس الفلسفة في كلية الإلهيات بجامعة طهران. توفي في طهران.

## آثاره
مؤلفات
- «رسالة في السير والسلوك»
- «رسالة في مراتب العشق»
- «تصحيح تفسير أبي الفتوح الرازي»

دواوين
- «نغمة العشاق»
- «ديوان شعر»
- «نغمة حسين»